# گری رایدستورم
گری راجر رایدستورم (به انگلیسی: Gary Roger Rydstrom) (زادهٔ ۱۹۵۹ در شیکاگو، ایلینوی)، طراح صدا و کارگردان آمریکایی است. او برای کارهایش در فیلم‌های سینمایی برنده هفت جایزهٔ اسکار شده است.

## جایزه‌های اسکار
- ۱۹۹۹ نجات سرباز رایان (بهترین تدوین تاثیرهای صوتی)
- ۱۹۹۹ نجات سرباز رایان (بهترین صدا)
- ۱۹۹۸ تایتانیک (بهترین صدا)
- ۱۹۹۴ پارک ژوراسیک (بهترین تدوین تاثیرهای صوتی)
- ۱۹۹۴ پارک ژوراسیک (بهترین صدا)
- ۱۹۹۲ ترمیناتور ۲ (بهترین تدوین تاثیرهای صوتی)
- ۱۹۹۲ ترمیناتور ۲ (بهترین صدا)